# Jerzy Zabielski
Jerzy Feliks Zabielski, född 28 mars 1897 i Warszawa, död 19 november 1958 i Warszawa, var en polsk fäktare.
Zabielski blev olympisk bronsmedaljör i sabel vid sommarspelen 1928 i Amsterdam.